# DDR-Oberliga 1964/65 (Badminton)
Die DDR-Oberliga im Badminton war in der Saison 1964/1965 die höchste Mannschaftsspielklasse der in der DDR Federball genannten Sportart. Es war die sechste Austragung dieser Mannschaftsmeisterschaft.

## Ergebnisse
Aktivist Tröbitz – Dynamo Freiberg 8:3
1. November 1964
2. HD: Heinz Glormus / Gotthard Girke – Karl-Heinz Bauer / Werner Naumann 0:1 0:1
3. HE: Heinz Glormus – Karl-Heinz Bauer 0:1 0:1
4. HE: Gotthard Girke – Werner Naumann 0:1 0:1
Aktivist Tröbitz – Fortschritt Limbach-Oberfrohna 10:1
1. November 1964
2. DE: Marlies Bissendorf – Gisela Türpe 0:1 0:1
Aktivist Tröbitz – SG Gittersee 9:2
22. November 1964 Tröbitz
Aktivist Tröbitz – Motor Zittau 8:3
29. November 1964 Zittau
1. MX: kampflos für Tröbitz
2. MX: Gitta Rost / Peter Schurig – Wieland Pilz / Gudrun Hensel 0:2
2. HD: Erich Wilde / Peter Schurig – Wieland Pilz / Horst Hensel 0:2
1. HE: Gottfried Seemann – Claus Stegner 15:12 8:15 15:3
3. HE: Erich Wilde – Wieland Pilz 4:15 18:17 15:11
1. DE: kampflos für Tröbitz
2. DE: Gitta Rost – Gudrun Hensel 0:2
1. DD: kampflos für Tröbitz
Aktivist Tröbitz – SG Gittersee 7:4
10. Januar 1965
Aktivist Tröbitz – Fortschritt Limbach-Oberfrohna 9:2
7. Februar 1965 Limbach
Aktivist Tröbitz – Motor Ifa Karl-Marx-Stadt 7:4
8. Februar 1965 Karl-Marx-Stadt
1. DE: Rita Gerschner – Annemarie Richter 5:11 8:11
Aktivist Tröbitz – Dynamo Freiberg 10:1
15. Februar 1965 Tröbitz
Aktivist Tröbitz – Motor Zittau 10:1
3. März 1965
Aktivist Tröbitz – Motor Ifa Karl-Marx-Stadt 8:3
10. März 1965
Aktivist Tröbitz – Motor Ifa Karl-Marx-Stadt 9:2
27. März 1965 Hohenstein-Ernstthal
Aktivist Tröbitz – DHfK Leipzig 7:4
27. März 1965 Hohenstein-Ernstthal
1. MX: Klaus Katzor / Gitta Rost – Volker Herbst / Marianne Döhler 5:15 15:17
Aktivist Tröbitz – Post Berlin 10:1
28. März 1965 Hohenstein-Ernstthal

## Endstand
| Platz   | Mannschaft |
| ------- | --- |
| 1.      | Aktivist Tröbitz (Gottfried Seemann, Gerolf Seemann, Erich Wilde, Klaus Katzor, Heinz Glormus, Gerhard Dietze, Peter Schurig, Gotthard Girke, Marlies Bissendorf, Gitta Rost, Annemarie Fritzsche, Rita Gerschner) |
| 2.      | Motor IFA Karl-Marx-Stadt (Joachim Schimpke, Harald Richter, Jörg Richter, Bernd Böhme, Wolf-Dieter Tränkner, Klaus Eidam, Annemarie Richter, A. Lein, Elke Lein)                                                  |
| 3.      | Post Berlin (Klaus Basdorf, Peter Richter, Hartmut Münch, Günter Leschke, Günter Beier, Uwe Trettin, Ruth Preuß, Jutta Benzmann, Gisela Müller)                                                                    |
| 4.      | HSG DHfK Leipzig (Norbert Skonetzki, Bernd Hachmeister, Gerd Börnert, Volker Herbst, Reinhard Stobbe, Beate Herbst, Brigitte Rudolph, Marianne Döhler)                                                             |
| 5./6.   | EBT Berlin |
| 5. / 6. | Motor Zittau |
| 7./8.   | SG Gittersee |
| 7./8.   | Einheit Gotha |
| 9./10.  | Dynamo Freiberg |
| 9./10.  | Lok Blankenburg |
| 11./12. | Chemie Piesteritz |
| 11./12. | Motor Limbach-Oberfrohna |